# Chile na Letnich Igrzyskach Olimpijskich 2020
Chile na Letnich Igrzyskach Olimpijskich 2020 reprezentowało 51 zawodników: 20 mężczyzn i 31 kobiet. Był to 24 start reprezentacji Chile na letnich igrzyskach olimpijskich.

## Skład kadry

### Gimnastyka
| Zawodnik       | Konkurencja     | Kwalifikacje | Kwalifikacje | Finał | Finał   | Źródło |
| Zawodnik       | Konkurencja     | Wynik        | Pozycja      | Wynik | Pozycja | Źródło |
| -------------- | --------------- | ------------ | ------------ | ----- | ------- | ------ |
| Tomás González | ćwiczenia wolne | 13,600       | 42.          | NQ    | NQ      | [ 3 ]  |

Kobiety
| Zawodniczka   | Konkurencja             | Kwalifikacje | Kwalifikacje | Kwalifikacje | Kwalifikacje | Kwalifikacje | Kwalifikacje | Finał     | Finał     | Finał     | Finał     | Finał | Finał   | Źródło |
| Zawodniczka   | Konkurencja             | Przyrządy    | Przyrządy    | Przyrządy    | Przyrządy    | Razem        | Pozycja      | Przyrządy | Przyrządy | Przyrządy | Przyrządy | Razem | Pozycja | Źródło |
| Zawodniczka   | Konkurencja             | V            | UB           | BB           | F            | Razem        | Pozycja      | V         | UB        | BB        | F         | Razem | Pozycja | Źródło |
| ------------- | ----------------------- | ------------ | ------------ | ------------ | ------------ | ------------ | ------------ | --------- | --------- | --------- | --------- | ----- | ------- | ------ |
| Simona Castro | wielobój indywidualnie  | 13,200       | 11,533       | 11,433       | 10,233       | 46,399       | 75.          | NQ        | NQ        | NQ        | NQ        | NQ    | NQ      | [ 4 ]  |
| Simona Castro | ćwiczenia na poręczach  | N/A          | 11,533       | N/A          | N/A          | 11,533       | 78.          | NQ        | NQ        | NQ        | NQ        | NQ    | NQ      | [ 4 ]  |
| Simona Castro | ćwiczenia na równoważni | N/A          | N/A          | 11,433       | N/A          | 11,433       | 79.          | NQ        | NQ        | NQ        | NQ        | NQ    | NQ      | [ 4 ]  |
| Simona Castro | ćwiczenia wolne         | N/A          | N/A          | N/A          | 10,233       | 10,233       | 85.          | NQ        | NQ        | NQ        | NQ        | NQ    | NQ      | [ 4 ]  |

### Golf
| Zawodnik        | Konkurencja | Runda 1 | Runda 2 | Runda 3 | Runda 4 | Łącznie | Łącznie | Łącznie | Źródło |
| Zawodnik        | Konkurencja | Wynik   | Wynik   | Wynik   | Wynik   | Wynik   | Par     | Pozycja | Źródło |
| --------------- | ----------- | ------- | ------- | ------- | ------- | ------- | ------- | ------- | ------ |
| Mito Pereira    | Mężczyźni   | 69      | 65      | 68      | 67      | 269     | - 15    | 4.      | [ 5 ]  |
| Joaquín Niemann | Mężczyźni   | 70      | 69      | 66      | 65      | 270     | - 14    | 10.     | [ 5 ]  |

### Jeździectwo
| Zawodnik       | Koń                      | Konkurencja | Grand Prix | Grand Prix | Grand Prix Special | Grand Prix Special | Finał | Finał | Źródło      |
| Zawodnik       | Koń                      | Konkurencja | Wynik      | Poz.       | Wynik              | Poz.               | Wynik | Poz.  | Źródło      |
| -------------- | ------------------------ | ----------- | ---------- | ---------- | ------------------ | ------------------ | ----- | ----- | ----------- |
| Virginia Yarur | Ujeżdżenie indywidualnie | Ronaldo     | 66,227     | 46.        | NQ                 | NQ                 | NQ    | NQ    | [ 6 ] [ 7 ] |

Skoki przez przeszkody
| Zawodnik     | Konkurencja   | Koń   | Kwalifikacje | Kwalifikacje | Kwalifikacje | Kwalifikacje | Finał      | Finał       | Finał   | Pozycja | Źródło |
| Zawodnik     | Konkurencja   | Koń   | Kary         | Kary         | Łącznie      | Pozycja      | Kary       | Kary        | Łącznie | Pozycja | Źródło |
| Zawodnik     | Konkurencja   | Koń   | Przeszkody   | Limit czasu  | Łącznie      | Pozycja      | Przeszkody | Limit czasu | Łącznie | Pozycja | Źródło |
| ------------ | ------------- | ----- | ------------ | ------------ | ------------ | ------------ | ---------- | ----------- | ------- | ------- | ------ |
| Samuel Parot | indywidualnie | Dubai | 4            | 0            | 4            | 31.          | NQ         | NQ          | NQ      | NQ      | [ 8 ]  |

### Judo
| Zawodnik        | Konkurencja | 1/16                | 1/8                 | Ćwierćfinał         | Półfinał            | Repasaże            | Finał / 3.miejsce   | Finał / 3.miejsce | Źródła |
| Zawodnik        | Konkurencja | Przeciwniczka Wynik | Przeciwniczka Wynik | Przeciwniczka Wynik | Przeciwniczka Wynik | Przeciwniczka Wynik | Przeciwniczka Wynik | Pozycja           | Źródła |
| --------------- | ----------- | ------------------- | ------------------- | ------------------- | ------------------- | ------------------- | ------------------- | ----------------- | ------ |
| Mary Dee Vargas | -48 kg (k)  | Menz W 01-00        | Uranceceg P 00-10   | NQ                  | NQ                  | NQ                  | NQ                  | 9.                | [ 9 ]  |

### Kajakarstwo
| Zawodnik                   | Konkurencja   | Eliminacje | Eliminacje | Ćwierćfinały | Ćwierćfinały | Półfinały | Półfinały | Finał A/B | Finał A/B  | Pozycja | Źródło |
| Zawodnik                   | Konkurencja   | Czas       | Pozycja    | Czas         | Pozycja      | Czas      | Pozycja   | Czas      | Pozycja    | Pozycja | Źródło |
| -------------------------- | ------------- | ---------- | ---------- | ------------ | ------------ | --------- | --------- | --------- | ---------- | ------- | ------ |
| María Mailliard            | C-1 200 m (k) | 47,557     | 4.         | 46,122       | 2.           | 48,198    | 5.        | 47,610    | 2. Finał B | 10.     | [ 10 ] |
| Karen Roco María Mailliard | C-2 500 m (k) | 2:09,820   | 6.         | 2:04,969     | 4.           | N/A       | N/A       | 2:02,698  | 1. Finał B | 9.      | [ 10 ] |

### Kolarstwo

#### Kolarstwo szosowe
| Zawodnik      | Konkurencja                    | Czas | Pozycja | Źródło |
| ------------- | ------------------------------ | ---- | ------- | ------ |
| Catalina Soto | wyścig ze startu wspólnego (k) | DNF  | DNF     | [ 11 ] |

#### Kolarstwo górskie
| Zawodnik        | Konkurencja       | Czas    | Pozycja | Źródło |
| --------------- | ----------------- | ------- | ------- | ------ |
| Martín Vidaurre | cross-country (m) | 1:28:33 | 16.     | [ 12 ] |

#### Kolarstwo BMX
| Zawodnik               | Konkurencja       | Eliminacje | Eliminacje | Eliminacje | Eliminacje | Finał      | Finał      | Finał | Pozycja | Źródło |
| Zawodnik               | Konkurencja       | Przejazd 1 | Przejazd 2 | Średnia    | Miejsce    | Przejazd 1 | Przejazd 2 | Wynik | Pozycja | Źródło |
| ---------------------- | ----------------- | ---------- | ---------- | ---------- | ---------- | ---------- | ---------- | ----- | ------- | ------ |
| Macarena Perez Grasset | freestyle kobiety | 70,20      | 65,60      | 67,90      | 7.         | 24,40      | 73,80      | 73,80 | 8.      | [ 13 ] |

### Lekkoatletyka
| Zawodnik          | Konkurencja      | Kwalifikacje | Kwalifikacje | Finał | Finał   | Źródło |
| Zawodnik          | Konkurencja      | Wynik        | Miejsce      | Wynik | Miejsce | Źródło |
| ----------------- | ---------------- | ------------ | ------------ | ----- | ------- | ------ |
| Gabriel Kehr      | rzut młotem (m)  | 75,60        | 13.          | NQ    | NQ      | [ 14 ] |
| Humberto Mansilla | rzut młotem (m)  | 74,76        | 17.          | NQ    | NQ      | [ 14 ] |
| Karen Gallardo    | rzut dyskiem (k) | 55,81        | 29.          | NQ    | NQ      | [ 15 ] |

### Łucznictwo
| Zawodnik       | Konkurencja       | Runda rankingowa | Runda rankingowa | 1/32             | 1/16             | 1/8              | Ćwierćfinały     | Półfinały        | Finał            | Finał   | Źródło               |
| Zawodnik       | Konkurencja       | Wynik            | Miejsce          | Przeciwnik Wynik | Przeciwnik Wynik | Przeciwnik Wynik | Przeciwnik Wynik | Przeciwnik Wynik | Przeciwnik Wynik | Pozycja | Źródło               |
| -------------- | ----------------- | ---------------- | ---------------- | ---------------- | ---------------- | ---------------- | ---------------- | ---------------- | ---------------- | ------- | -------------------- |
| Andrés Aguilar | indywidualnie (m) | 662              | 18.              | Wukie P 1-7      | NQ               | NQ               | NQ               | NQ               | NQ               | 33.     | [ 16 ] [ 17 ] [ 18 ] |

### Pięciobój nowoczesny
| Zawodnik       | Konkurencja | Szermierka      | Szermierka | Szermierka | Pływanie | Pływanie | Pływanie | Jazda konna | Jazda konna | Kombinacja: strzelanie/bieg przełajowy | Kombinacja: strzelanie/bieg przełajowy | Kombinacja: strzelanie/bieg przełajowy | Suma punktów | Pozycja | Źródło |
| Zawodnik       | Konkurencja | Wynik (wygrane) | M.         | Punkty     | Czas     | M.       | Punkty   | M.          | Punkty      | Czas                                   | M.                                     | Punkty                                 | Suma punktów | Pozycja | Źródło |
| -------------- | ----------- | --------------- | ---------- | ---------- | -------- | -------- | -------- | ----------- | ----------- | -------------------------------------- | -------------------------------------- | -------------------------------------- | ------------ | ------- | ------ |
| Esteban Bustos | mężczyźni   | 18              | 19.        | 208        | 2:05,24  | 26.      | 300      | EL          | 0           | 11:52,66                               | 30.                                    | 588                                    | 1096         | 34.     | [ 19 ] |

### Piłka nożna
- Reprezentacja kobiet

| - Christiane Endler - Yastin Jiménez - Carla Guerrero - Francisca Lara - Fernanda Ramírez - Nayadet López - Yenny Acuña - Karen Araya - María José Urrutia - Yanara Aedo - Yessenia López |  | - Natalia Campos - Fernanda Pinilla - Daniela Pardo - Daniela Zamora - Rosario Balmaceda - Javiera Toro - Camila Sáez - Javiera Grez - Francisca Mardones - Valentina Díaz - Antonia Canales |

| Drużyna | Konkurencja    | Faza grupowa        | Faza grupowa     | Faza grupowa     | Faza grupowa | Ćwierćfinały     | Półfinały        | Finał mecz o 3. miejsce | Pozycja | Źródło |
| Drużyna | Konkurencja    | Przeciwnik Wynik    | Przeciwnik Wynik | Przeciwnik Wynik | Pozycja      | Przeciwnik Wynik | Przeciwnik Wynik | Przeciwnik Wynik        | Pozycja | Źródło |
| ------- | -------------- | ------------------- | ---------------- | ---------------- | ------------ | ---------------- | ---------------- | ----------------------- | ------- | ------ |
| Chile   | turniej kobiet | Wielka Brytania 0:2 | Kanada 1:2       | Japonia 0:1      | 4.           | NQ               | NQ               | NQ                      | 11.     | [ 20 ] |

### Pływanie
| Zawodnik          | Konkurencja         | Eliminacje | Eliminacje | Półfinał | Półfinał | Finał | Finał   | Źródło        |
| Zawodnik          | Konkurencja         | Czas       | Miejsce    | Czas     | Miejsce  | Czas  | Miejsce | Źródło        |
| ----------------- | ------------------- | ---------- | ---------- | -------- | -------- | ----- | ------- | ------------- |
| Eduardo Cisternas | 400 m dowolnym (m)  | 3:54,10    | 27.        | N/A      | N/A      | NQ    | NQ      | [ 21 ]        |
| Kristel Köbrich   | 800 m dowolnym (k)  | 8:32,58    | 19.        | N/A      | N/A      | NQ    | NQ      | [ 22 ]        |
| Kristel Köbrich   | 1500 m dowolnym (k) | 16:09,09   | 14.        | N/A      | N/A      | NQ    | NQ      | [ 23 ] [ 24 ] |

### Podnoszenie ciężarów
| Zawodnik     | Konkurencja     | Rwanie | Rwanie  | Podrzut | Podrzut | Razem | Pozycja | Źródło |
| Zawodnik     | Konkurencja     | Wynik  | Pozycja | Wynik   | Pozycja | Razem | Pozycja | Źródło |
| ------------ | --------------- | ------ | ------- | ------- | ------- | ----- | ------- | ------ |
| Arley Méndez | -81 kg mężczyzn | 160 kg | 8.      | DNF     | DNF     | DNF   | DNF     | [ 25 ] |
| María Valdés | +87 kg kobiet   | DNS    | DNS     | DNS     | DNS     | DNS   | DNS     | [ 25 ] |

#### Siatkówka plażowa
| Zawodnik                      | Konkurencja | Faza grupowa                              | Faza grupowa                                    | Faza grupowa                        | Pozycja | Plat-off                           | 1/8                                   | Ćwierćfinały     | Półfinały        | Finał            | Finał   | Źródło |
| Zawodnik                      | Konkurencja | Przeciwnik Wynik                          | Przeciwnik Wynik                                | Przeciwnik Wynik                    | Pozycja | Przeciwnik Wynik                   | Przeciwnik Wynik                      | Przeciwnik Wynik | Przeciwnik Wynik | Przeciwnik Wynik | Pozycja | Źródło |
| ----------------------------- | ----------- | ----------------------------------------- | ----------------------------------------------- | ----------------------------------- | ------- | ---------------------------------- | ------------------------------------- | ---------------- | ---------------- | ---------------- | ------- | ------ |
| Marco Grimalt Esteban Grimalt | mężczyzni   | Evandro Schmidt 1:2 (15:21, 21:16, 12:15) | Michał Bryl Grzegorz Fijałek 0:2 (17:21, 18:21) | El Graoui Abicha 2:0 (21:14, 21:12) | 3.      | Heidrich Gerson 2:0 (21:17, 21:18) | Siemionow Leszukow 0:2 (16"21, 16:21) | NQ               | NQ               | NQ               | 9.      | [ 26 ] |

### Skateboarding
| Zawodnik       | Konkurencja | Eliminacje | Eliminacje | Eliminacje | Eliminacje | Finał | Finał | Finał | Pozycja | Źródło |
| Zawodnik       | Konkurencja | 1          | 2          | 3          | Wynik      | 1     | 2     | 3     | Pozycja | Źródło |
| -------------- | ----------- | ---------- | ---------- | ---------- | ---------- | ----- | ----- | ----- | ------- | ------ |
| Josefina Tapia | park (k)    | 9,73       | 3,12       | 9,72       | 9,73       | NQ    | NQ    | NQ    | 19.     | [ 27 ] |

### Surfing
| Zawodnik      | Konkurencja | Eliminacje | Eliminacje | Eliminacje | Eliminacje | 1/8 finału       | Ćwierćfinał      | Półfinał         | Finał/3. miejsce | Pozycja | Źródło |
| Zawodnik      | Konkurencja | Runda 1    | Runda 1    | Runda 2    | Runda 2    | 1/8 finału       | Ćwierćfinał      | Półfinał         | Finał/3. miejsce | Pozycja | Źródło |
| Zawodnik      | Konkurencja | Wynik      | Miejsce    | Wynik      | Miejsce    | Przeciwnik Wynik | Przeciwnik Wynik | Przeciwnik Wynik | Przeciwnik Wynik | Pozycja | Źródło |
| ------------- | ----------- | ---------- | ---------- | ---------- | ---------- | ---------------- | ---------------- | ---------------- | ---------------- | ------- | ------ |
| Manuel Selman | mężczyźni   | 6,20       | 4.         | 9,74       | 4.         | NQ               | NQ               | NQ               | NQ               | 17.     | [ 28 ] |

### Strzelectwo
| Zawodnik           | Konkurencja | Kwalifikacje | Kwalifikacje | Finał | Finał   | Źródło |
| Zawodnik           | Konkurencja | Wynik        | Pozycja      | Wynik | Pozycja | Źródło |
| ------------------ | ----------- | ------------ | ------------ | ----- | ------- | ------ |
| Francisca Crovetto | skeet (k)   | 112          | 23.          | NQ    | NQ      | [ 29 ] |

### Szermierka
| Zawodnik          | Konkurencja              | 1/32             | 1/16             | 1/8              | Ćwierćfinały     | Półfinały        | Finał/o 3. miejsce | Finał/o 3. miejsce | Źródło |
| Zawodnik          | Konkurencja              | Przeciwnik Wynik | Przeciwnik Wynik | Przeciwnik Wynik | Przeciwnik Wynik | Przeciwnik Wynik | Przeciwnik Wynik   | Pozycja            | Źródło |
| ----------------- | ------------------------ | ---------------- | ---------------- | ---------------- | ---------------- | ---------------- | ------------------ | ------------------ | ------ |
| Katina Proestakis | floret indywidualnie (k) | Jelińska P 12-15 | NQ               | NQ               | NQ               | NQ               | NQ                 | 34.                | [ 30 ] |

### Tenis stołowy
| Zawodnik           | Konkurencja        | Eliminacje       | Runda 1            | Runda 2          | Runda 3          | 1/8 finału       | Ćwierćfinały     | Półfinały        | Finał            | Finał   | Źródło |
| Zawodnik           | Konkurencja        | Przeciwnik Wynik | Przeciwnik Wynik   | Przeciwnik Wynik | Przeciwnik Wynik | Przeciwnik Wynik | Przeciwnik Wynik | Przeciwnik Wynik | Przeciwnik Wynik | Pozycja | Źródło |
| ------------------ | ------------------ | ---------------- | ------------------ | ---------------- | ---------------- | ---------------- | ---------------- | ---------------- | ---------------- | ------- | ------ |
| María Paulina Vega | gra pojedyncza (k) | Bye              | Bolor-Erdene W 4-0 | Sawettabut P 0-4 | NQ               | NQ               | NQ               | NQ               | NQ               | 33.     | [ 31 ] |

### Tenis ziemny
| Zawodnik                   | Konkurencja | Pierwsza runda          | Druga runda      | Trzecia runda    | Ćwierćfinały     | Półfinały        | Finał            | Finał   | Źródło |
| Zawodnik                   | Konkurencja | Przeciwnik Wynik        | Przeciwnik Wynik | Przeciwnik Wynik | Przeciwnik Wynik | Przeciwnik Wynik | Przeciwnik Wynik | Pozycja | Źródło |
| -------------------------- | ----------- | ----------------------- | ---------------- | ---------------- | ---------------- | ---------------- | ---------------- | ------- | ------ |
| Marcelo Tomás Barrios Vera | singiel (m) | Chardy P 0-2 (1:6, 6:7) | NQ               | NQ               | NQ               | NQ               | NQ               | 33.     | [ 32 ] |

### Triathlon
| Zawodnik        | Konkurencja | Pływanie | Zmiana 1 | Jazda na rowerze | Zmiana 2 | Bieg  | Czas    | Pozycja | Źródło |
| --------------- | ----------- | -------- | -------- | ---------------- | -------- | ----- | ------- | ------- | ------ |
| Bárbara Riveros | kobiety     | 19:45    | 0:42     | 1:04:54          | 0:36     | 36:49 | 2:02:46 | 25.     | [ 33 ] |
| Diego Moya      | mężczyźni   | 17:50    | 0:42     | 56:34            | 0:35     | 32:48 | 1:48:29 | 30.     | [ 34 ] |

### Wioślarstwo
| Zawodnik                   | Konkurencja | Eliminacje | Eliminacje | Repasaż | Repasaż | Półfinały | Półfinały | Finał   | Finał      | Miejsce | Źródło |
| Zawodnik                   | Konkurencja | Czas       | M.         | Czas    | M.      | Czas      | M.        | Czas    | M.         | Miejsce | Źródło |
| -------------------------- | ----------- | ---------- | ---------- | ------- | ------- | --------- | --------- | ------- | ---------- | ------- | ------ |
| César Abaroa Eber Sanhueza | LM2x        | 6:53,15    | 5.         | 6:48,22 | 5.      | N/A       | N/A       | 6:31,97 | 2. Finał C | 14.     | [ 35 ] |

### Zapasy
| Zawodnik       | Konkurencja                     | 1/8              | Ćwierćfinał      | Półfinał         | Repesaż 1        | Finał            | Finał   | Źródło |
| Zawodnik       | Konkurencja                     | Przeciwnik Wynik | Przeciwnik Wynik | Przeciwnik Wynik | Przeciwnik Wynik | Przeciwnik Wynik | Pozycja | Źródło |
| -------------- | ------------------------------- | ---------------- | ---------------- | ---------------- | ---------------- | ---------------- | ------- | ------ |
| Yasmani Acosta | -130 kg mężczyzn styl klasyczny | Guennichi W 5-1  | Abdullayev W 2-0 | Kadżaia P 1-1    | N/A              | Siemionow P 1-1  | 5.      | [ 36 ] |

### Żeglarstwo
| Zawodnik        | Konkurencja | Wyścig | Wyścig | Wyścig | Wyścig | Wyścig | Wyścig | Wyścig | Wyścig | Wyścig | Wyścig | Wyścig | Wyścig | Wyścig | Punkty | Finałowa pozycja | Źródło |
| Zawodnik        | Konkurencja | 1      | 2      | 3      | 4      | 5      | 6      | 7      | 8      | 9      | 10     | 11     | 12     | M*     | Punkty | Finałowa pozycja | Źródło |
| --------------- | ----------- | ------ | ------ | ------ | ------ | ------ | ------ | ------ | ------ | ------ | ------ | ------ | ------ | ------ | ------ | ---------------- | ------ |
| Clemente Seguel | Laser       | 25     | 5      | 16     | 27     | 11     | 20     | 21     | 22     | 18     | 31     | N/A    | N/A    | NQ     | 165    | 22.              | [ 37 ] |

M – Wyścig medalowy